# Villa Salvetella
Villa Salvetella è una delle ville vesuviane settecentesche del Miglio d’oro.
È situata a San Giorgio a Cremano in via Sant'Anna.
Fu edificata nella prima metà del Settecento dai baroni di Ripa e da questi fu poi venduta nel 1764 al barone della Salvetella, da cui poi la villa ha ereditato il nome.
La facciata, che spicca per la sua imponenza soprattutto rispetto all'esigua larghezza della strada nel punto in cui sorge la villa, è suddivisa in due spartiti: piano terra e piano nobile.
Al piano nobile i grandi balconi hanno cornici neoclassiche aggettanti che richiamano quelle della Reggia di Caserta. 
Sotto lo spesso cornicione, le bucature dei sottotetti sono state certamente ampliate con gli anni.
Il prospetto è rifinito con stucchi a finto mattone rosso e presenta ancora oggi pregevoli capitelli ionici a cornice delle lesene che scandiscono la facciata in stile neoclassico.
Il portone porta in chiave uno stemma nobiliare che raffigura una mano alata.
La struttura a terrazze dell'edificio è in linea con le altre ville barocche del Settecento (atrio, esedra, giardino) mentre la pianta asimmetrica, che spicca per grandezza sulla Mappa del Duca di Noja, si differenzia nettamente dalle altre case rustiche presenti nella zona.
Di notevole effetto, infatti, sono gli affreschi barocchi ancora visibili sotto la volta a botte dell'atrio e la scala a blocco, posta a sinistra dell'ingresso e a cui si accede direttamente dal cortile.
Del manufatto iniziale della scala però sopravvive solo il primo rampante. 
Sul fondale del cortile, in ricordo della primitiva sistemazione prospettica, rimane ben poco del portale che chiudeva l'esedra mediante la quale si accedeva al giardino.
Due pilastri, una volta incorniciati da vasi in cotto, incorniciano adesso i gradini ed il cancello di ingresso al giardino. Particolarmente rovinata è la cancellata artistica, pregevole manufatto artigianale ad arabeschi realizzato con l'antica tecnica della chiodatura.  
Accanto al cortile principale si trova il secondo ingresso che conduce alla corte rustica in cui si svolgevano le attività agricole legate alla vita della masseria che, secondo la testimonianza del Palomba, era di un certo rilievo.